# Tololoche
Il tololoche è uno strumento musicale tradizionale del Messico settentrionale. È simile al contrabbasso europeo, anche se più piccolo, ma comunque abbastanza grande da produrre suoni gravi. Ha tre o quattro corde e viene pizzicato con le dita. È puramente uno strumento popolare non impiegato nella musica classica.
Nel Messico settentrionale viene utilizzato nella musica Fara fara, Norteño e Tango. Questi stili comprendono la fisarmonica, il rullante, il tololoche, il sassofono, la chitarra o il bajo sexto. Viene anche utilizzato dai musicisti che suonano nei bar e nelle taverne nelle città del nord. Il tololoche si affermò nel nord del Messico come indispensabile per l'interpretazione della musica regionale e meno goffo del classico contrabbasso da trasportare.
Lo strumento è esclusivamente acustico e il suo ruolo è minacciato da strumenti elettrici come il basso elettrico. Negli anni '50 strumenti moderni come la batteria e il basso elettrico iniziarono a prendere il posto rispettivamente del tambor de rancho e del tololoche. Tuttavia, musicisti e compositori sono tornati al tololoche per coerenza nel campo della musica tradizionale.

## Terminologia
Si chiama anche chicote perché una tecnica di riproduzione produce un suono simile a una frusta. Alcuni suonatori suonano la nota del chicote con due colpi del palmo per produrre un suono simile al colpo di batteria, mentre altri preferiscono percuotere il corpo dello strumento come se fosse il cajón del Perù, creando ritmi percussivi quando non c'è il tamburo disponibile.

## Costruzione
Il collo di un tololoche è solitamente fatto di pino e il corpo di caobilla, a differenza della viola. L'accordatura a quattro corde è La-Re-Sol-Do, una quarta più acuta del contrabbasso. Le corde erano tradizionalmente fatte di budello, lasciando il posto al nylon e al nylon avvolto d'acciaio.